# Aeropuerto Internacional de Cheongju
El Aeropuerto Internacional de Cheongju (en coreano: 청주국제공항)  (IATA: CJJ, ICAO: RKTU) es un aeropuerto internacional en Cheongwon-gu, una localidad del país asiático de Corea del Sur. También sirve a las ciudades de Daejeon y Sejong. En 2011, 1.337.791 pasajeros utilizaron el aeropuerto. También alberga el grupo de Combate 17 de la Fuerza Aérea de Corea. Hay una estación de tren cerca del aeropuerto, instalación llamada Aeropuerto Cheongju, que está en la línea Chungbuk.
Aeropuerto Internacional de Cheongju se encuentra en Ipsang-ri (un municipio), Cheongju, Chungcheongbuk-do; que se encuentra justo al norte de Cheongju. Se abrió como una base aérea militar en septiembre de 1978, y en 1984, comenzó la construcción del aeropuerto internacional.